# Observatoire européen du journalisme
 (août 2015).
Si vous disposez d'ouvrages ou d'articles de référence ou si vous connaissez des sites web de qualité traitant du thème abordé ici, merci de compléter l'article en donnant les références utiles à sa vérifiabilité et en les liant à la section « Notes et références ».
L’Observatoire européen du journalisme (EJO) est un institut de recherche spécialisé dans les médias rattaché à l'Université de la Suisse italienne à Lugano. Fondé au printemps 2004, il a pour but de promouvoir les collaborations entre les scientifiques et les professionnels des médias en Europe et aux États-Unis. Il publie les résultats de diverses recherches, étudie les « best practices » (bonnes pratiques) émanant du monde du journalisme et analyse les tendances au sein de l'industrie des médias. Il a également pour but de contribuer à une meilleure compréhension du monde des médias et au développement de la liberté de la presse.
Depuis de nombreuses années, l’EJO est devenu un réseau au sein duquel participent divers instituts de recherche localisé dans 15 pays (Albanie, Allemagne, Autriche, Espagne, Hongrie, Italie, Lettonie, Pologne, Portugal, République Tchèque, Roumanie, Suisse, Ukraine, Tunisie et les États-Unis). Leur but est de réduire l’écart existant entre le monde de la recherche et le monde professionnel.
Le Corriere del Ticino , le Fonds national suisse (FNS) ainsi que la  Stiftung Pressehaus NRZ (Neue Ruhr Zeitung) contribuent au financement de l’EJO.

## Langues
(août 2015).
Le site de l'EJO est actuellement disponible en ligne dans les langues suivantes : allemand, anglais, italien, letton, polonais, roumain.
D’ici 2012, l’albanais, le tchèque, le serbe et l’ukrainien viendront s’ajouter à la liste des langues existantes.

## Activités
Les partenaires de l’EJO réalisent :
- Des recherches sur les tendances et développements, en particulier concernant les innovations et les bonnes pratiques dans différents pays européens ainsi qu’aux États-Unis.
- Des articles de journaux et analyses : la plupart des articles sont ensuite publiés dans divers journaux, magazines journalistiques ainsi que revues scientifiques. Cependant, certains articles sont exclusivement publiés sur le site de l’EJO. La majeure partie des articles provenant des chercheurs de l’EJO et de ses nombreux partenaires sont accessibles sur le site web de l’EJO en différentes langues.
- Des Conférences et workshops : des évènements publics ainsi que des workshops (2x workshops) sont organisés par l’EJO afin de promouvoir les échanges internationaux au sein des chercheurs, des professionnels des médias, étudiants et autres tiers intéressés et impliqués dans le monde des médias(deux fois médias).